# Pompe d'alimentation
Pour les articles homonymes, voir Pompe (homonymie).
Ne doit pas être confondu avec pompe à injection.

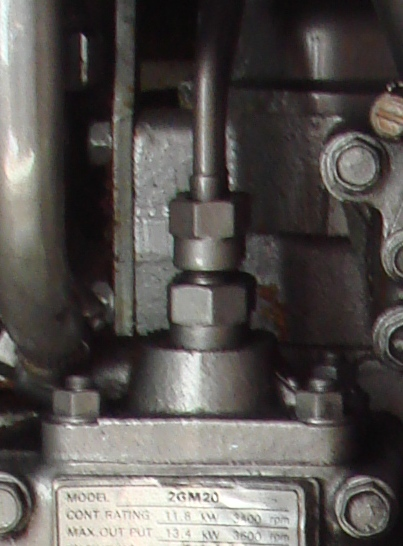
Pompe à carburant haute pression

Une pompe d'alimentation (ou pompe de gavage, pompe à carburant) est une pompe utilisée dans les engins dotés de moteurs à combustion interne et dont la fonction est de faciliter la circulation du carburant dans le circuit d'alimentation du moteur, jusqu'au système d'alimentation des chambres de combustion (pompe à injection, injecteurs...). Celle-ci est autorégulatrice : le carburant n'est pompé que si la pression du circuit de sortie est inférieure à une valeur donnée, appelée pression de régulation.

## Pompe d'alimentation à piston
Elle est située sur la pompe à injection. Elle est constituée :
- d'un piston ;
- d'une chambre de pression ;
- d'un clapet d'aspiration ;
- d'un clapet de transvasement ;
- d'un canal de transvasement ;
- d'un canal de lubrification ;
- d'une tige de pression ;
- d'un poussoir ;
- d'un ressort de refoulement ;
- d'un ressort anti-bruit.

## Fonctionnement
- Phase de transvasement

Le piston descend grâce au poussoir ce qui provoque le passage du combustible dans la chambre de pression.
- Phase d'aspiration et de refoulement

Le piston remonte grâce au ressort ce qui remplit la chambre d'aspiration et refoule le combustible dans le circuit. Le ressort permet d'obtenir l'autorégulation.

## Pompe d'alimentation à membrane
Elle est fixée sur le bloc moteur. Elle est constituée :
- d'un orifice d'entrée ;
- d'une membrane ;
- d'un ressort de refoulement ;
- d'un levier d'amorçage manuel ;
- d'un levier de commande ;
- d'un clapet de refoulement ;
- d'un clapet d'aspiration ;
- d'un ressort anti-bruit ;
- d'une came de commande.

## Fonctionnement
- Phase d'aspiration

La membrane est attirée vers le bas par le levier de commande et la came.
- Phase de refoulement

La membrane remonte grâce à l'action du ressort de refoulement.
L'autorégulation se fait grâce au liquide contenu au-dessus de la membrane. Quand la force du liquide est égale à celle du ressort, le refoulement est interrompu.